# Люмінесцентна сепарація

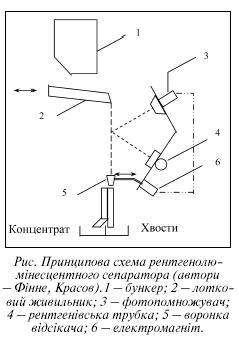
Люмінесцентна сепарація

Люмінесцентна сепарація (рос. люминесцентная сепарация, англ. luminiscence separation; нім. Lumineszenzseparation f, Lumineszenzscheidung f) — радіометричний процес розділення мінералів, оснований на здатності їх світитися під дією ультрафіолетових і рентгенівських (пулюєвих) променів.

## Загальний опис
За способом збудження виділяють рентгенолюмінесцентну і фотолюмінесцентну Л.с.; за режимом сепарації — п о г р у д к о в у для слабкоконтрастних руд, п о т о к о в у — для висококонтрастних руд при малому вмісті мінералу. Спектральний склад люмінесцентного свічення залежить: від будови кристалічних ґраток мінералу (його властивостей); вмісту люмінесціюючих домішок (люміногенів); вмісту домішок-гасителів люмінесценції; умов дослідження (температури, вологості мінералу).
Л.с. застосовують при збагаченні корисних копалин, що містять мінерали-люмінофори, (алмазовмісні, шеєлітові, флюоритові, цирконові, апатитові, сподуменові і ін. руди). Іноді люмінесценція може бути викликана присутністю люміногенів (уран, рідкісноземельні елементи). Домішки заліза, нікелю іноді стають гасителями люмінесценції. Крім того, гасіння спостерігається при підвищенні температури. Нагрівання алмаза до 1200 °С викликає повне гасіння свічення. На рис. показана схема рентгенолюмінесцентного сепаратора АРЛ-1 для доведення алмазів.
Вперше Л.с. застосована в 1930-х рр. для вивчення алмазовмісних руд. Метод і апаратуру розробив вітчизняний вчений М. В. Богословський.
Рентгенолюмінесцентна сепарація застосовується для збагачення алмазовмісних руд крупністю 50 — 10 мм (сепаратор ЛС-50); 20 — 8; і 8 — 4 мм (сепаратор ЛС-20).